# Javier Vargas
Javier Vargas Rueda (né le 22 novembre 1941 au Mexique) est un joueur de football international mexicain, qui évoluait au poste de gardien de but.

## Biographie

### Carrière en sélection
Avec l'équipe du Mexique, il joue un total de 12 matchs, et figure dans le groupe des sélectionnés lors de la coupe du monde de 1966 (sans jouer de matchs lors de cette compétition).
Il participe également aux JO de 1968. Il joue 6 matchs lors du tournoi olympique organisé dans son pays natal.

## Palmarès
Atlas
- Coupe du Mexique (1) :
  - Vainqueur : 1967-68.